# 内务局 (琉球政府)
内务局（日语：内務局，ないむきょく）是琉球政府的行政事務部局之一。管辖一般内政。
在1961年8月1日的机构改革时，由行政主席官房和内政局的業務整合所设立。1965年8月1日改称为总务局。

## 所掌事務
内政部局管辖下的事务如下所示（1961年8月1日至今）
- 秘書、儀式以及奖励和各部门之间协调相关事务
- 職員的人事相关事务
- 法律法规颁布以及文档相关事务
- 行政監察以及行政管理相关事务
- 财政支出相关事务
- 政府財産以及用度相关事务
- 市町村行政以及財務相关事务
- 東京事務所相关事务
- 地方庁との連絡調整相关事务
- 局長会議相关事务
- 金融機関、有价证券发行相关事务
- 不属于其他部局管辖的相关事务

## 組織
内務局組織结构如下所示（1961年8月1日至今）

### 内部部局
- 总務課
- 秘書課
- 文書課
- 人事課
- 行政監察課
- 地方課
- 用度管財課
- 出納課

### 外局
- 中央选举管理委员会
- 東京事務所
- 金融検査部

### 支分部局
无

### 附属機関
- 建設機械修理所
- 倉庫